# Cissus serrulatifolia
Cissus serrulatifolia là một loài thực vật hai lá mầm trong họ Nho. Loài này được L.O.Williams miêu tả khoa học đầu tiên năm 1962.